# رقیه بنت حسین
رُقَیّه دختر حسین بن علی (به عربی: رُقَیّة بنت الحسین؛ ۱۷ یا ۲۳ شعبان ۵۷ قمری – ۵ صفر ۶۱ قمری) که برخی منابع با نام فاطمه صغری از وی یاد کرده‌اند، یحتمل کوچکترین دختر حسین بن علی بوده است. در میان اهل سنت، داستان و وجود او ناشناخته است و هیچ یک از مورخان یا محققان اهل سنت از او به عنوان یکی از دختران حسین بن علی نام نبرده‌اند. 
پدر او امام سوم شیعیان دوازده‌امامی و مادرش مطابق قوی‌ترین قول‌ها، ام‌اسحاق است. منابعی دیگر مادرش را شهربانو گزارش کرده‌اند. از تاریخ زندگانی او، تا پیش از واقعهٔ کربلا، اطلاعاتی در دسترس نیست. منابع تاریخی از مرگ وی در اثر اسارت و رنج‌های سفر از کربلا تا شام یاد کرده‌اند. بر اساس نقلی که عمادالدین حسن طبری در کامل بهائی از کتاب الحاویه گزارش کرده‌است، این دختر خردسال در شام و پس از مشاهده سر بریده پدرش، از دنیا رفت و در همان‌جا دفن شد. تاریخ مرگ وی، ۵ صفر سال ۶۱ ه‍.ق گزارش شده‌است. تمام منابعی که از رقیه یاد کرده‌اند، محل دفنش را دمشق و نزدیک به کاخ یزید گزارش کرده‌اند. مقبره‌ای در محله عماره دمشق و در شمال شرقی مسجد سابق اموی وجود دارد که به حرم حضرت رقیه مشهور است.
با توجه به عدم ذکر نام رقیه در منابع کهن و معتبر، تردیدهایی در خصوص انتساب دختری خردسال با نام رقیه به حسین بن علی صورت گرفته‌است. هر کدام از موافقان و مخالفان این انتساب، دلایل متفاوتی را بری ادعای خود مطرح کرده‌اند. در این خصوص، ابن فندق، اولین منبع نسب‌شناسی است که در قرن پنجم هجری قمری از رقیه به عنوان دختر حسین بن علی یاد کرده‌است. پیش از او نیز منابعی روایی و تاریخی به وجود رقیه اشارتی داشته‌اند.

## نام و نسب

### نام
رقیه از ماده «رقی» و به معنای «ترقی» و «بالا رفتن» است. دیگر معنای واژهٔ رقیه، اسمی مصغر شده از ماده رُقِیة و به معنای دعا می‌باشد. دلیل به‌کاربردن واژه مصغر در نامگذاری فرزندان از جانب اعراب، به جهت ملاطفت با فرزندان گزارش شده‌است. نام اصلی رقیه بنت الحسین در منابع، «فاطمه» یا «فاطمه صغری» گزارش شده‌است و «رقیه»، یکی از القاب این دختر است. مطالبی مبنی بر نامگذاری تمام فرزندان حسین بن علی به «فاطمه» و «علی» گزارش شده‌است. منابع دلیل این نامگذاری را علاقه حسین به پدر و مادرش دانسته‌اند. عمادالدین طبری در کامل بهائی برای دختر حسین بن علی که در شام مدفون است، اسامی متعددی چون «رقیه»، «زبیده»، «زینب» و «فاطمه» گزارش می‌کند. فخرالدین طریحی، «رقیه» را نام دیگر «فاطمه صغری بنت حسین» می‌داند.

### پدر و مادر
پدرش، حسین بن علی فرزند فاطمه زهرا دختر محمد و علی بن ابی‌طالب—امام اول شیعیان — است. او امام سوم شیعیان دوازده‌امامی است که به سال ۶۱ ه‍.ق در نبرد کربلا، به دست سپاهیان عمر سعد و به فرمان یزید، کشته‌شد. منابع در ذکر مادر رقیه بنت الحسین دچار اختلاف هستند. گروهی از جمله اربلی در کشف الغمه و مفید در الارشاد، ام اسحاق را که پیش از آن همسر حسن بن علی بوده‌است، مادر رقیه دانسته‌اند. در مقابل گروهی دیگر چون حائری در معالی السبطین، مادر رقیه را شهربانو، و رقیه را با سجاد، خواهر تنی می‌دانند. از این میان، دیدگاه اول به علت گزارش منابع نسب‌شناسی مبنی بر تولد دختری با نام فاطمه صغری برای حسین بن علی از ام اسحاق بنت طلحه، دیدگاهی قوی‌تر به نظر می‌رسد.

### دختران حسین بن علی
بعد از درگذشت حسن بن علی، حسین با اُم‌ّاسحاق دختر طَلحه — صحابی مشهور محمد — ازدواج کرد و از وی صاحب دختری به‌نام فاطمه شد. مادلونگ می‌نویسد که برخلاف برخی گزارش‌ها، فاطمه باید از سکینه کوچک‌تر باشد. اما حاج‌منوچهری سکینه را، دختر کوچک و از رباب می‌داند. برخی دیگر از منابع، از محمد، زینب و رُقَیّه نیز به عنوان فرزندان حسین نام برده‌اند. حبیب‌الله کاشانی در تذکرة الشهدا، پس از توضیحات فراوانی در خصوص فرزندان حسین بن علی، برای وی ۸ دختر و ۱۳ پسر را گزارش می‌کند. کاشانی نام هشت دختر حسین بن علی را اینگونه گزارش می‌کند: فاطمه کبری، فاطمه صغری، زبیده، زینب، سکینه، ام‌کلثوم، صفیه و رقیه (به نقلی زبیده). با این وجود در منابع اولیه اسلام، سخنی از دختری سه ساله که در ماجرای کربلا حضور داشته باشد، به میان نیامده است. اربلی نیز در کشف الغمه از چهار دختر برای حسین بن علی یاد می‌کند، اما تنها نام سه دختر (زینب، سکینه و فاطمه) را ذکر می‌کند که احتمالاً نفر چهارم، همان رقیه بنت الحسین باشد. قدیمی‌ترین اثری که از رقیه بنت الحسین در خصوص ماجرای خرابه شام یاد کرده‌است، کتاب الحاویه فی مثالب معاویه اثر قاسم بن محمد بن احمد مأمونی - از عالمان اهل سنت متوفی در سال ۴۴۰ ه‍.ق - است. با وجود اینکه نسخه‌ای از کتاب الحاویه اکنون در دسترس نیست، اما عمادالدین طبری (زنده تا ۶۹۸ ه‍.ق) در کتاب کامل بهائی، ماجرای خرابه شام را از آن گزارش کرده‌است.

### تردید در انتساب
با توجه به عدم ذکر نام رقیه در منابع کهن و معتبر، تردیدهایی در خصوص انتساب دختری خردسال با نام رقیه به حسین بن علی صورت گرفته‌است. اربلی، با استناد به مطالب السّؤول، گزارش می‌کند که تعداد دختران حسین بن علی، چهار نفر است ولی نام سه نفر را می‌آورد. بنابر گفته محمد ری‌شهری در دانشنامه امام حسین، تنها منبعی که برای حسین بن علی، چهار فرزند را گزارش کرده‌است، ابن فندق در لباب الانساب است. وی نام‌های دختران حسین را فاطمه، زینب، سکینه و ام کلثوم گزارش می‌کند. وی در جای دیگری از کتاب، فرزندان باقی مانده از حسین بن علی را زین‌العابدین، فاطمه، سکینه و رقیه می‌داند. ری شهری معتقد است که گزارش ابن فندق با مرگ زودهنگام رقیه و عدم زندگانی طولانی پس از حسین بن علی همچون سایر دختران حسین، سازگاری ندارد. ری‌شهری دلیل دیگر این تردید را عدم شفافیت گزارش مفید در لهوف می‌داند. بر اساس این دیدگاه، منظور از رقیه مورد خطاب واقع شده توسط حسین بن علی، می‌تواند رقیه دختر علی باشد. همچنین گزارش نشدن این عبارت در برخی نسخه‌های لهوف، دیگر دلیل این تردید عنوان شده‌است. برخی دلایل در اثبات انتساب رقیه بنت الحسین به حسین بن علی، عبارتند از:
- خطاب حسین بن علی بعد از شعر «یا دهر اف لک» به دختری به نام رقیه
- خطاب زینب بنت علی در شهر کوفه به دختری به نام رقیه
- شعر سیف بن عمیره و خطاب قرار دادن رقیه در آن
- وجود گزارش‌هایی از زینب بنت حسین که در کودکی از دنیا رفته‌است
- گزارش اربلی از دختر چهارمی برای حسین بن علی

## سرگذشت

### تولد
تاریخ تولد رقیه دقیقاً مشخص نیست. او احتمالاً بین سال‌های ۵۷ تا ۵۸ هجری در مدینه متولد شده‌است. مشهور است که تاریخ ولادت وی، پنجم شعبان سال ۵۷ ه‍.ق بوده‌است.

### نبرد کربلا

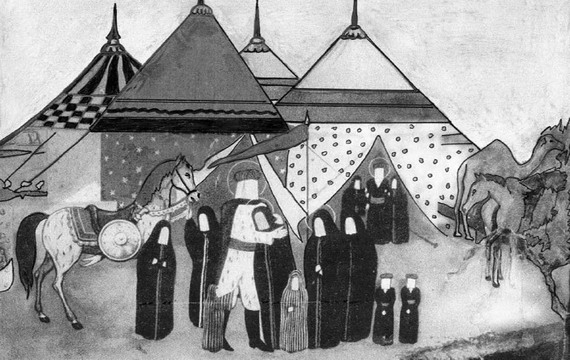
نقاشی مربوط به عصر قاجار، از روز عاشورا و وداع حسین بن علی با خانواده خویش. (در این اثر، دختری خردسال حسین بن علی را در آغوش گرفته‌است)

از وقایع زندگانی رقیه تا واقعه عاشورا، هیچ اطلاعاتی در دست نیست. اما مشخص است که وی در کاروان حسین در در نبرد کربلا حضور داشته‌است و در روایت‌های مربوط به این نبرد، چند مرتبه به او اشاره شده‌است؛ از جمله این که پیش از حضور پدرش، حسین بن علی به عنوان مبارز در صحنه کربلا، از تشنگی خود گلایه کرد. ابن فندق از نافع بن هلال گزارش کرده‌است که وقتی حسین برای آخرین وداع با اهل بیت خود به سمت خیمه‌ها آمد، دختری خردسال به نام رقیه از تشنگی خود به حسین خبر می‌دهد. همچنین از دختری خردسال یاد شده‌است که پس از خاتمه جنگ، برای سیراب کردن پدرش مقداری آب برداشت و به محل کشته شدن حسین رفت. بر اساس یک نقل قول در کتاب مفاتیح الغیب ابن جوزی، او از یکی از سربازان عمر سعد پرسید که آیا پدرش در زمان مرگ سیراب شده بود؟ و چون با جواب منفی مواجه شد، از خوردن آب امتناع کرد. البته این احتمال وجود دارد که این روایت مربوط به سکینه بنت حسین باشد. قمی در منتهی الآمال، گزارش کرده‌است که سربازان عمر سعد در روز عاشورا یکی از دختران خردسال حسین —احتمالاً رقیه— را مورد ضرب و شتم قرار داده‌اند.

### اسارت
پس از پایان نبرد کربلا، مأموران عمر سعد، که بازماندگان کاروان حسین را اسیر کرده بودند، به او گزارش دادند که ۲۳ کودکِ اسیر به‌شدت تشنه و گرسنه‌اند. عمر سعد اجازه داد به آنان آب دهند. از بین این کودکان، دختری خردسال از دختران حسین پس از گرفتن سهم آب خویش، به سمت کشته‌شدگان کربلا رفت تا پدرش را سیراب کند. به گزارش شیخ مفید، کاروان اسیران یک شب در صحرای کربلا اتراق کردند و رقیه در آن شب، از خیمه اسیران خارج شد و خود را به پیکر پدرش در قتلگاه رساند.
در روز بعد، اسیران نبرد کربلا به کوفه و سپس به شام منتقل شدند. محل نگهداری اسیران در دمشق، خرابات شام نام داشت و بازداشتگاهی بود که اسیران در آن از سرما و گرما در امان نبودند؛ به طوری که پوست صورتشان آسیب دیده‌بود. بر اساس گزارش منابعی چون نفس المهموم و کامل بهائی، رقیه یکی از این اسیران بود. از جمله این گزارش‌ها، روایت اربلی در کشف الغمه است که در خرابات شام (محل نگهداری اسران نبرد کربلا در دمشق) رقیه از عمه‌اش زینب سؤال کرد که آیا ما خانه‌ای نداریم که به آنجا برویم؟ زینب پاسخ داد: ما در این شهر غریبیم. عمادالدین طبری در کامل بهایی می‌گوید یک شب رقیه در خرابه‌های شام سراغ پدرش را می‌گرفت تا اینکه صدای ناله و زاری اسیران به گوش یزید رسید؛ او دستور داد تا سر حسین را به محل اسیران ببرند. رقیه پس از دیدن سر پدرش، درگذشت. طریحیبا با اشاره به این روایت، گفتگوهای رقیه با سر پدرش را نیز گزارش کرده‌است.

### درگذشت
گروهی از راویان رقیه را در هنگام مرگ سه یا چهار ساله و گروه دیگر همچون حائری، پنج سال و هفت ساله گزارش کرده‌اند. بیرجندی در وقایع الشهور و واعظ قزوینی در ریاض القدس، تاریخ مرگ وی را پنجم صفر سال ۶۱ ه‍.ق گزارش کرده‌اند. در روز مرگ رقیه نیز اختلافی بین منابع وجود دارد؛ این اختلاف بین دهم یا پنجم ماه صفر است. در خصوص چگونگی مرگ رقیه، منابعی چون نفس المهموم و معالی السبطین، گزارش داده‌اند که وی در هنگام اسارت با دیدن سر پدر، جان باخت. خراسانی در منتخب التواریخ همین روایت را —با کمی تفاوت— از زبان یکی از درباریان یزید به نام طاهر دمشقی نقل کرده‌است. طریحی زمان مرگ رقیه را سریعاً پس از دیدن سر پدر گزارش کرده اما طبری آن را به فاصله چند روز دانسته‌است.
بر اساس گزارش منابع شیعی، در هنگام غسل بدن رقیه، آثار کبودی روی بدن وی مورد توجه و پرسش غساله قرار گرفت و زینب علت آن را ضربه‌های تازیانه و ضرب و شتم در نبرد کربلا و مسیر کربلا تا شام دانست. فرهاد میرزا در کتاب قمقام زخار می‌نویسد که ام‌کلثوم از یزید مهلتی برای عزاداری درخواست کرد و یزید به آنان اجازه برپایی عزاداری در شام را داد. پس از برگزاری مراسم عزاداری، مروان، از بیم تزلزل در حکومت شام، پیشنهاد داد اسیران به مدینه برگردانده شوند. زینب در یکی از مجالس عزاداری برای کشته‌شدگان کربلا که در مدینه برگزار شد، با اشاره به این رویداد، آن را «مصیبتی عظیم» دانست که سبب خم شدن کمر و سفیدی مویش شده‌است.

## آرامگاه
تمام منابعی که از رقیه یاد کرده‌اند، محل دفنش را دمشق و نزدیک به کاخ یزید گزارش کرده‌اند. این مقبره امروزه در محله عماره دمشق و در شمال شرقی مسجد سابق اموی واقع شده‌است. در منتخبات التواریخ اثر تقی‌الدین حصنی، محل دفن رقیه را در کنار باب فرادیس دمشق (شمال شرقی مسجد اموی در نزدیکی کاخ یزید) گزارش شده‌است. عبدالوهاب بن احمد شافعی، ملقب به شعرانی در کتاب المنن گزارش نوشته‌است که وی در بارگاهی نزدیک جامع دارالخلیفه یزید به همراه جمعی دیگر از اهل بیت پیامبر مدفون است. به این مسجد، امروزه جامع شجره الدر گفته می‌شود. نخستین سندی که به قبر کنونی رقیه بنت الحسین در دمشق اشاره دارد، کتاب تسلیة المجالس نوشته حائری کرکی است که در آن آمده‌است:

در شهر شام، در بخش شرقی مسجد اعظم شهر، خرابه‌ای را دیدم که در گذشته، مسجد بوده و بر سنگ‌نوشته‌ای در آن، نام پیامبر و خاندان و امامان دوازده‌گانه نوشته شده بود و پس از آن، چنین نوشته بود: «این قبر خانم ملکه، دختر حسین بن علی علیهم السلام است.»
میرزا هاشم خراسانی در کتاب منتخب التواریخ، به نقل از جد مادری خویش محمدعلی شامی، گزارشی را نقل می‌کند که بر اساس آن، مقبره رقیه بنت الحسین در سال ۱۲۸۰ ه‍.ش برای تعمیرات شکافته و جسد دختری خردسال از آن خارج شد که آثار ضرب و جرح بر بدنش هنوز مشخص بود. شبیه به این داستان را شبلنجی در نورالابصار و پیش از منتخب التواریخ گزارش کرده‌است. حائری مازندرانی به نقل از شعرانی، آرامگاه او را در مصر گزارش کرده‌است که وکیلی در دانشنامه جهان اسلام، آن را اشتباه می‌داند.
شیخ بهائی، در سال ۱۰۳۰ ه‍. ق، حرم آرامگاه را تعمیر کرد و ابیاتی منسوب به علی بن ابی‌طالب را بر قبه آن تحریر نمود. ملاصالح برغانی در سال ۱۲۴۳ ه‍. ق، منازل نزدیک به حرم را خرید و آن را وسعت داد. عمارت‌های ساخته شده بر این آرامگاه، در قرن‌های هشتم، یازدهم، سیزدهم و چهاردهم بنا شده‌است. آخرین توسعه این حرم در سال ۱۴۰۵ ه‍.ق معادل ۱۳۶۴ ه‍.ش و توسط حکومت جمهوری اسلامی ایران انجام گرفته‌است.

## الهام و بازآفرینی

### در شعر و ادبیات
| یَا أَخِی فَاطِمَ الصَّغِیرَهَ کَلِّمْهَا |  | فَقَدْ کَادَ قَلَبُهَا أَنْ یَذُوبَا |
ترجمه:
| برادر! با فاطمه خردسال و صغیرت، سخن بگو |
| که نزدیک است دلش از غصه آب شود          |

بحارالانوار، ج۴۵، ص۱۱۵
قصیده‌ای دربارهٔ حسین از سیف بن عمیره، از شاگردان جعفر صادق، قدیمی‌ترین شعری است که در آن به رقیه اشاره شده‌است. نام وی دو بار در این شعر آمده‌است. هر چند در انتساب این شعر به سیف، تردیدهایی نیز مطرح شده‌است.
شاعران معاصر عرب مانند عبدالمنعم فرطوسی، احمد الوائلی، سید حسین بحرالعلوم، علی ادریس الغانمی، مرتضی آل شرارة العاملی، سید عامر حلو و حسن آل حطیط العاملی در خصوص مصائب رقیه شعر گفته‌اند. همچنین سید محمدمهدی سویج، سید داود بن ابراهیم، سلمان آل طه، لبیب بیضون، محمدجواد السهلانی، ابراهیم محمد جواد، سید محسن امین و ابوالفضل طهرانی شعرهایی در تمجید او به زبان عربی دارند. مضمون بیشتر این اشعار آمیزه‌ای از مدح، رثا، احساس، عشق، حماسه و پند است.
همچنین کتاب‌های شعر درّ یتیم دمشق اثر محمد قاسمی، دختری در فراغ بابا اثر روح‌الله دریکوند، سه ساله اثر ابوالفضل عرب‌عاملی، عطر باران اثر ناصر صبا و غروب ستاره اثر محسن حافظی کاشانی آثاری است که با موضوع زندگی رقیه خاتون به چاپ رسیده‌اند.

### در هنر و رسانه
گروه رسانه‌ای فطرس مدیا، مستندی را به نام خاتون در سال ۱۳۹۲ تولید کرد. این مستند در ۲۴ دقیقه به بیان دیدگاه‌ها در خصوص رقیه پرداخته‌است و نظر مرتضی مطهری در خصوص ماهیت تاریخی وی را مورد بررسی قرار می‌دهد. سیدجعفر مرتضی عاملی، محمدحسین رجبی دوانی، محمد دولتی و عبدالحسین بندانی نیشابوری در این مستند دیدگاه خود را بیان کرده‌اند. همچنین نمایشنامه‌های آرزوهای سوخته اثر رقیه سیروس اسکویی، وداع خاموش اثر طاهره استفاضه و دختر آفتاب اثر علی‌اکبر ترابیان با موضوع زندگی رقیه نوشته شده‌اند.

## در منابع